# Halina Turska

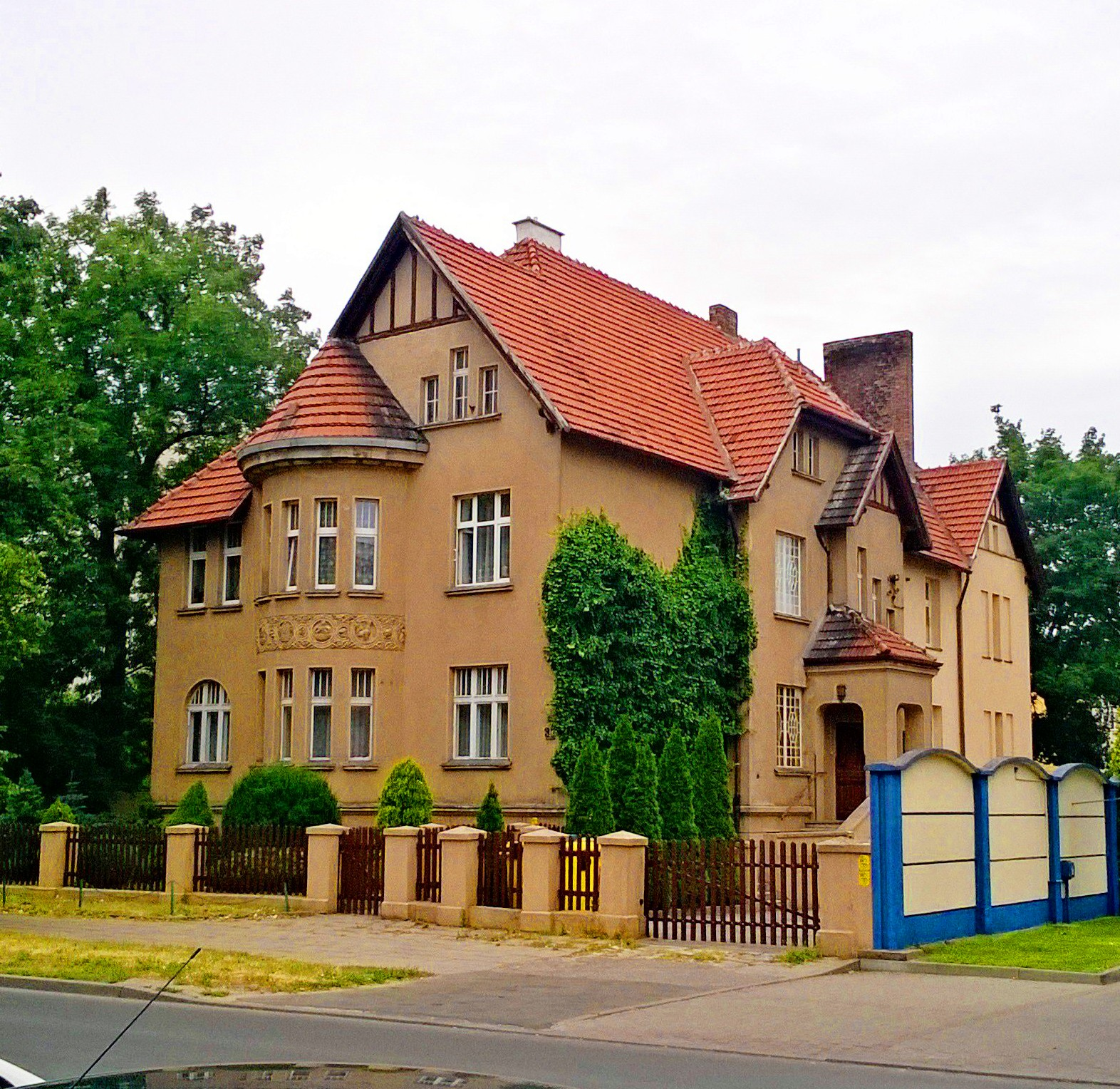
Willa przy ul. Grudziądzkiej 37, w której po przyjeździe do Torunia zamieszkała prof. Halina Turska

Halina Turska, z domu Jabłońska (ur. 2 października?/15 października 1901 w Irkucku, zm. 5 stycznia 1979 w Toruniu) – polska uczona, językoznawca, profesor Uniwersytetu Mikołaja Kopernika w Toruniu.

## Życiorys
Jej rodzicami byli Jan Rafał Jabłoński (inżynier kolejnictwa) i Helena z Mołochowców. Uczęszczała do Gimnazjum im. Elizy Orzeszkowej w Wilnie (matura 1920), następnie podjęła studia z filologii polskiej i słowiańskiej na Uniwersytecie Stefana Batorego. Zajmowała się na studiach także językoznawstwem indoeuropejskim. W latach 1921–1923 pracowała jako nauczycielka w wileńskich szkołach powszechnych, a po uzyskaniu dyplomu uniwersyteckiego została w 1924 zatrudniona jako młodsza asystentka w jednej z katedr językoznawczych. W 1929 obroniła rozprawę doktorską Język Jana Chodźki, przygotowaną pod kierunkiem prof. Jana Otrębskiego, i została starszą asystentką. W tym charakterze pracowała na Uniwersytecie Wileńskim do września 1939, będąc od 1927 mężatką.
W okresie wojennym Turska uczestniczyła w tajnym nauczaniu i współpracowała z Armią Krajową. Przez pewien czas pracowała jako sanitariuszka w wileńskim Szpitalu Zakaźnym, a od 1943 zatrudniona była w gospodarstwie ogrodniczym w Wilkiszkach. Wybuch wojny wstrzymał druk pracy O powstaniu polskich obszarów językowych na Wileńszczyźnie; ocalony ze zniszczenia początkowy fragment rozprawy stał się kilka lat po wojnie podstawą przewodu habilitacyjnego Haliny Turskiej, przeprowadzonego na Uniwersytecie Poznańskim i zakończonego w czerwcu 1949.
W 1946 Turska wraz z rodziną opuściła Wileńszczyznę i osiadła w Toruniu. W czerwcu tegoż roku została adiunktem w Katedrze Językoznawstwa Indoeuropejskiego Uniwersytetu Toruńskiego. W 1951 przeszła do Katedry Filologii Polskiej (przemianowanej wkrótce na Katedrę Języka Polskiego), gdzie została zastępcą profesora, a w 1953 kierownikiem. Od 1954 była profesorem nadzwyczajnym. Sprawowała równocześnie opiekę nad Katedrą Filologii Słowiańskiej. W 1962 na własną prośbę odeszła z Uniwersytetu Mikołaja Kopernika i została profesorem nadzwyczajnym w Zakładzie Słowianoznawstwa Instytutu Języka Polskiego PAN (w Pracowni Białoruskiej). Na emeryturę przeszła w 1966.
Zainteresowania naukowe Haliny Turskiej obejmowały polszczyznę kresową (szczególnie wileńską), polszczyznę Adama Mickiewicza, związki językowe polsko-litewskie i polsko-białoruskie, komparatystykę słowiańską i indoeuropejską. Pierwszą publikację ogłosiła w 1929 na łamach „Języka Polskiego” (Kilka uwag o rymach Mickiewicza). Praca ta, podobnie jak rozprawa doktorska, poświęcona była polszczyźnie kresowej w wersji pisanej (artystycznej), ale Turska zajmowała się także w tym czasie językiem mówionym, czego efektem był ceniony szkic Język polski na Wileńszczyźnie (w zbiorze Wilno i ziemia wileńska, 1930). Wieloletnie badania nad związkami językowymi polsko-litewsko-białoruskimi na kresach znalazły podsumowanie we wspomnianej wyżej rozprawie habilitacyjnej, która została opublikowana jedynie we fragmencie (ocalało osiem arkuszy wydawniczych ze złożonych do druku dwudziestu) i to po śmierci autorki (w zbiorze Studia nad polszczyzną kresową, 1982). W okresie powojennym Turska planowała zrekonstruować pracę, szczególnie część o związkach polsko-białoruskich, nie udało się jej jednak tego zamiaru zrealizować.
Jako wykładowca Uniwersytetu Toruńskiego Halina Turska łączyła pracę naukowo-dydaktyczną z działalnością organizacyjną. Stworzyła podstawy pracy Katedry Języka Polskiego, dbając zarówno o badania naukowe, jak i rozwój kadry. W okresie jej kierownictwa w Katedrze rozpoczęły działanie zespoły robocze, zajmujące się tworzeniem kartoteki leksykalnej wybranych autorów i utworów doby Oświecenia i romantyzmu. Turska zainicjowała również prace nad atlasem gwarowym Kujaw, ziemi chełmińskiej i dobrzyńskiej, mającym stanowić fragment ogólnopolskiego atlasu gwar. Do prac wciągnęła zespół asystentów i studentów, nie mogąc ze względu na stan zdrowia brać udziału w badaniach terenowych. W 1959 na łamach „Sprawozdań Towarzystwa Naukowego w Toruniu” ogłosiła komunikat Atlas gwarowy kujawsko-chełmińsko-dobrzyński, w którym zarysowała konspekt pracy; wykorzystała przy tym własne doświadczenia z podobnych badań prowadzonych przed wojną na Wileńszczyźnie. Do realizacji projektu jednak nie doszło.  
Z publikacji powojennych Haliny Turskiej z dziedziny komparatystyki słowiańskiej i indoeuropejskiej można wymienić m.in. Pewien wypadek rekonstrukcji cechy formalnej w dialektach białoruskich i O braku rodzaju nijakiego w językach wschodniobałtyckich (obie prace w „Sprawozdaniach Towarzystwa Naukowego w Toruniu", 1947-1948). Język Mickiewicza, któremu poświęciła m.in. wykłady monograficzne w Toruniu w roku akademickim 1957/1958 i kilka lat później na Uniwersytecie Warszawskim, był tematem takich prac, jak Prowincjonalizmy językowe w „Panu Tadeuszu” (Wybór pism, 1984), Język opisów przyrody w „Panu Tadeuszu” wobec tradycji polskiego klasycyzmu (O języku Adama Mickiewicza. Studia, 1959), Z zagadnień języka Mickiewicza. Rymy typu „osie: stało się” („Pamiętnik Literacki”, 1952). Wśród niezrealizowanych zamierzeń Turskiej pozostała natomiast monografia języka Pana Tadeusza.
Zajmowała się także innymi zagadnieniami językowymi. Ogłosiła m.in. Dialekt ziemi chełmińskiej i jego ekspansja na dialekty sąsiednie (Konferencja Pomorska. Prace językoznawcze, 1956), W sprawie rzeczownika typu „cielak” („Slavia Occidentalis”, 1949), Mianownik liczby mnogiej „chłopy”, „draby” w języku ogólnopolskim („Język Polski”, 1953), Zagadnienie miejsca akcentu w języku polskim ("Pamiętnik Literacki”, 1950), Wpływ substratu litewskiego na fleksję gwary polskiej („Sprawozdania PAN”, 1964), Polskie „obdza”, ruskie „obża” („Studia z Filologii Polskiej i Słowiańskiej”, 1965), Leksykalne pożyczki białoruskie w języku polskim (doba staropolska) („Sprawozdania PAN”, 1970).
Halina Turska była członkiem towarzystw i organizacji naukowych. Do Towarzystwa Naukowego w Toruniu wstąpiła w 1949 i brała udział w pracach jego Wydziału II (Filologiczno-Filozoficznego), przewodnicząc Komitetowi Redakcyjnemu Wydawnictw tego Wydziału. Była również członkiem Towarzystwa Miłośników Języka Polskiego i Polskiego Towarzystwa Językoznawczego, a także członkiem Komitetu Językoznawstwa Polskiej Akademii Nauk.

## Życie prywatne
Była córką Jana Rafała Jabłońskiego (inżyniera kolejnictwa) i Heleny z Mołochowców.
Jej mężem od 1927 był Stanisław Turski, chemik, właściciel drukarni „Grafika” w Wilnie (w tej drukarni do druku złożona została praca, będąca po wojnie podstawą habilitacji Turskiej). Halina Turska zmarła w styczniu 1979 po długiej i ciężkiej chorobie, pochowana została na Centralnym Cmentarzu Komunalnym w Toruniu.